# Caleidoscopio (racconto)
Caleidoscopio (Kaleidoscope) è un racconto fantascientifico del 1949 dello scrittore statunitense Ray Bradbury.
Dall'opera nel 2012 è stato tratto il cortometraggio Ray Bradbury's Kaleidoscope  per la regia di Eric Tozzi.

## Storia editoriale
Il racconto è stato pubblicato per la prima volta sul numero di ottobre del 1949 della rivista di fantascienza Thrilling Wonder Stories e successivamente incluso nella raccolta The Illustrated Man, del 1951, collegato agli altri racconti dell'antologia da un comune filo conduttore, rappresentato dall'incontro del narratore con un uomo tatuato, i cui disegni si animano magicamente raccontando le storie che rappresentano. In Italia il racconto Caleidoscopio è stato pubblicato nel 1961 nell'antologia Il secondo libro della fantascienza e incluso nella versione italiana della raccolta The Illustrated Man (L'uomo illustrato, già edita con il titolo Il gioco dei pianeti nel 1965), solo a partire dall'edizione del 1995.

## Trama
(Ray Bradbury, Caleidoscopio)
Alcuni astronauti vagano nello spazio, senza speranza di salvezza, dopo essere sopravvissuti all'esplosione della loro nave spaziale. Si stanno allontanando gli uni dagli altri e si mantengono in contatto con le radio delle loro tute spaziali consapevoli che presto la distanza eccessiva non gli permetterà più di poter ricevere le trasmissioni. I comportamenti di ciascuno di loro sono diversi: il comandante tenta senza successo di ristabilire l'ordine, altri sono preda del panico e altri ancora accettano l'ineluttabilità del loro destino.
Il personaggio principale, Hollis, si rende conto di aver sprecato la sua vita e si rammarica di ciò. Prima attacca con astio i compagni e poi auspica di poter dare un senso alle ultime ore che gli rimangono prima di bruciare nell'atmosfera terrestre verso cui si sta lentamente avvicinando. Hollis nonostante tutto riesce a mantenere la calma sia quando uccide freddamente un astronauta le cui grida via radio stavano impedendo le comunicazioni degli altri sia quando, bersagliato da meteoriti, riesce a sigillare gli strappi della tuta e a sopravvivere seppure menomato.
L'astio tra i sopravvissuti si tramuta in odio reciproco e le ultime ore di vita sono spese in reciproci attacchi verbali tra Hollis, Applegate e Lespierre, prima della definitiva riconciliazione e del silenzio radio imposto dall'eccessiva distanza. Hollis è l'unico a precipitare verso la Terra e il lampo abbagliante del suo corpo bruciato dall'attrito con l'atmosfera viene visto da un ragazzino dell'Illinois che, credendolo una stella cadente,  esprime un desiderio.

## Personaggi
HollisIl personaggio principale del racconto.
Il ComandanteInutilmente tenta di imporre la sua autorità tra i sopravvissuti
LespiereHa vissuto una vita spensierata e piena soddisfazioni.
ApplegateHa dei conti in sospeso con Hollis e le sue ultime ore sono spese in aggressioni verbali con il collega, prima della riconciliazione finale.
StimsonImpazzisce improvvisamente e di lui non si saprà più nulla.
StoneAmico di Hollis, si allontana dagli altri dirigendosi verso i Mirmidoni che descrive come le figure di un caleidoscopio.

## Opere derivate
- Il racconto ha avuto un adattatamento radiofonico nel 1951 per il programma Dimension X della NBC e successivamente, nel 1955, per il programma della CBS Suspense.[9]
- Nel 1952 l'opera è stata utilizzata come spunto per un fumetto, intitolato Home To Stay, disegnato da Wally Wood e che comprendeva nella narrazione non solo il racconto Kaleidoscope, ma anche Rocket Man (L'astronauta, 1951) dello stesso Bradbury. Il fumetto è stato pubblicato sul numero 13 di maggio/giugno 1953 della rivista Weird Fantasy.[10]
- L'opera è diventata il soggetto per alcune rappresentazioni teatrali, a partire dal 1974.[9][11]
- Dal racconto nel 2012 è stato tratto il cortometraggio Ray Bradbury's Kaleidoscope per la regia di Eric Tozzi.[2]
- I fans di Ray Bradbury hanno rilevato analogie tra alcune scene del film Gravity (2013) e il racconto dello scrittore, somiglianze queste riportate dai media e diffuse sul web;[1][12] il regista della pellicola, Alfonso Cuarón, ha smentito di essersi ispirato al racconto Kaleidoscope affermando che, seppure tutti gli sceneggiatori e registi di film di fantascienza hanno dei debiti verso lo scrittore statunitense, in tale circostanza le similitudini tra le due opere sono labili e che l'unico punto in comune è che entrambe le storie raccontano un naufragio nello spazio.[1]

## Edizioni
- (EN) Ray Bradbury, Kaleidoscope, in Thrilling Wonder Stories, 1ª ed., Standard Magazines Inc., ottobre 1949.
- (EN) Ray Bradbury, Kaleidoscope, in The Illustrated Man, 1ª ed., Doubleday, 1951.
- Ray Bradbury, Caleidoscopio, in Il secondo libro della fantascienza, traduzione di Carlo Fruttero, Einaudi, 1961.
- Ray Bradbury, Caleidoscopio, in Astronavi alla conquista. Il meglio della fantascienza 1946-1955, vol. 7, Enciclopedia della Fantascienza, Fanucci, 1981.
- Ray Bradbury, Caleidoscopio, in Cronache Marziane Fahrenheit 451 e 20 racconti, traduzione di Carlo Fruttero, vol. 2, I massimi della fantascienza, Arnoldo Mondadori editore, 1983.
- Ray Bradbury, Caleidoscopio, in Le grandi storie della fantascienza (1949), traduzione di Giampaolo Cossato e Sandro Sandrelli, vol. 11, Le grandi storie della fantascienza, SIAD edizioni, 1985, ISBN 88-443-0058-3.
- Ray Bradbury, Caleidoscopio, in Cronache Marziane Fahrenheit 451 e 20 racconti, traduzione di Carlo Fruttero, Club degli editori, 1987.
- Ray Bradbury, Caleidoscopio, in Le grandi storie della fantascienza 11, traduzione di Giampaolo Cossato e Sandro Sandrelli, vol. 320, I grandi tascabili Bompiani, Bompiani, 1994, ISBN 88-452-2176-8.
- Ray Bradbury, Caleidoscopio, in L'uomo illustrato, traduzione di Maria Elena Vaccarini, vol. 318, Editori Associati, 1995, ISBN 88-7819-781-5.
- Ray Bradbury, Caleidoscopio, in L'uomo illustrato, traduzione di Giuseppe Costigliola, vol. 25, Fanucci, 2005, ISBN 88-347-1110-6.